# Aeroportul Municipal Nevada
Aeroportul Municipal Nevada (IATA: NVD, ICAO: KNVD, FAA LID: NVD) este un aeroport din Missouri, Statele Unite ale Americii. Aeroportul a fost tranzitat în 2017 de 4 pasageri.
Situat la o altitudine de 271,8816 m, aeroportul dispune de 1 pistă.

## Infrastructură

### Piste
Aeroportul dispune de o singură pistă. Pista 02/20 are suprafața de beton și dimensiunile 5.000 picioare × 75 picioare. 